# Nadala menuda
La nadala menuda (Narcissus dubius) és una petita planta de flors blanques de la família de les amaril·lidàcies. És un narcís mediterrani que creix sobre sòls molt prims en poblacions escasses a Catalunya, Catalunya Nord, Occitània i alguns punts de la depressió de l'Ebre.

## Morfologia

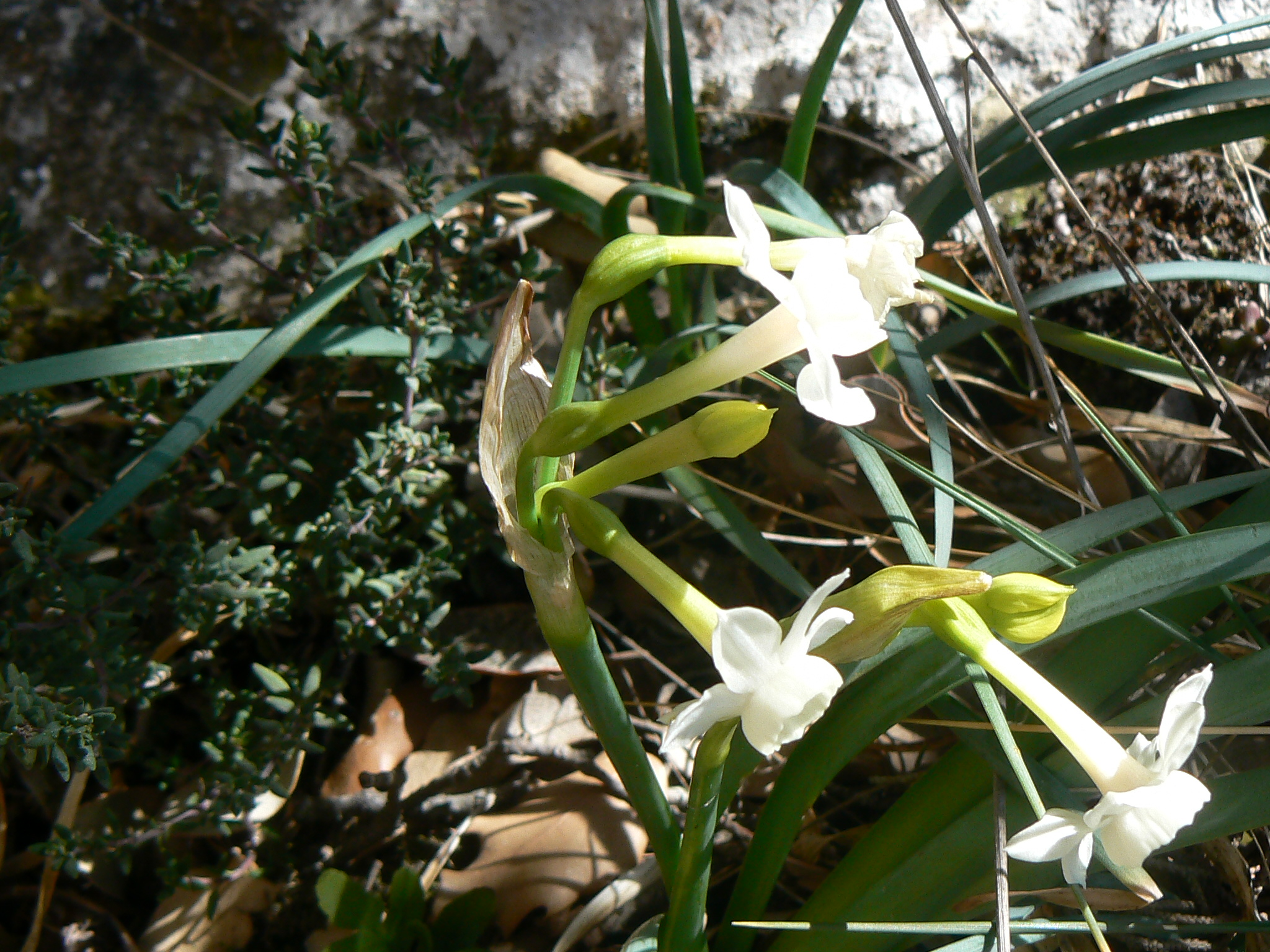
Detall dels pedicels sortint de l'espata

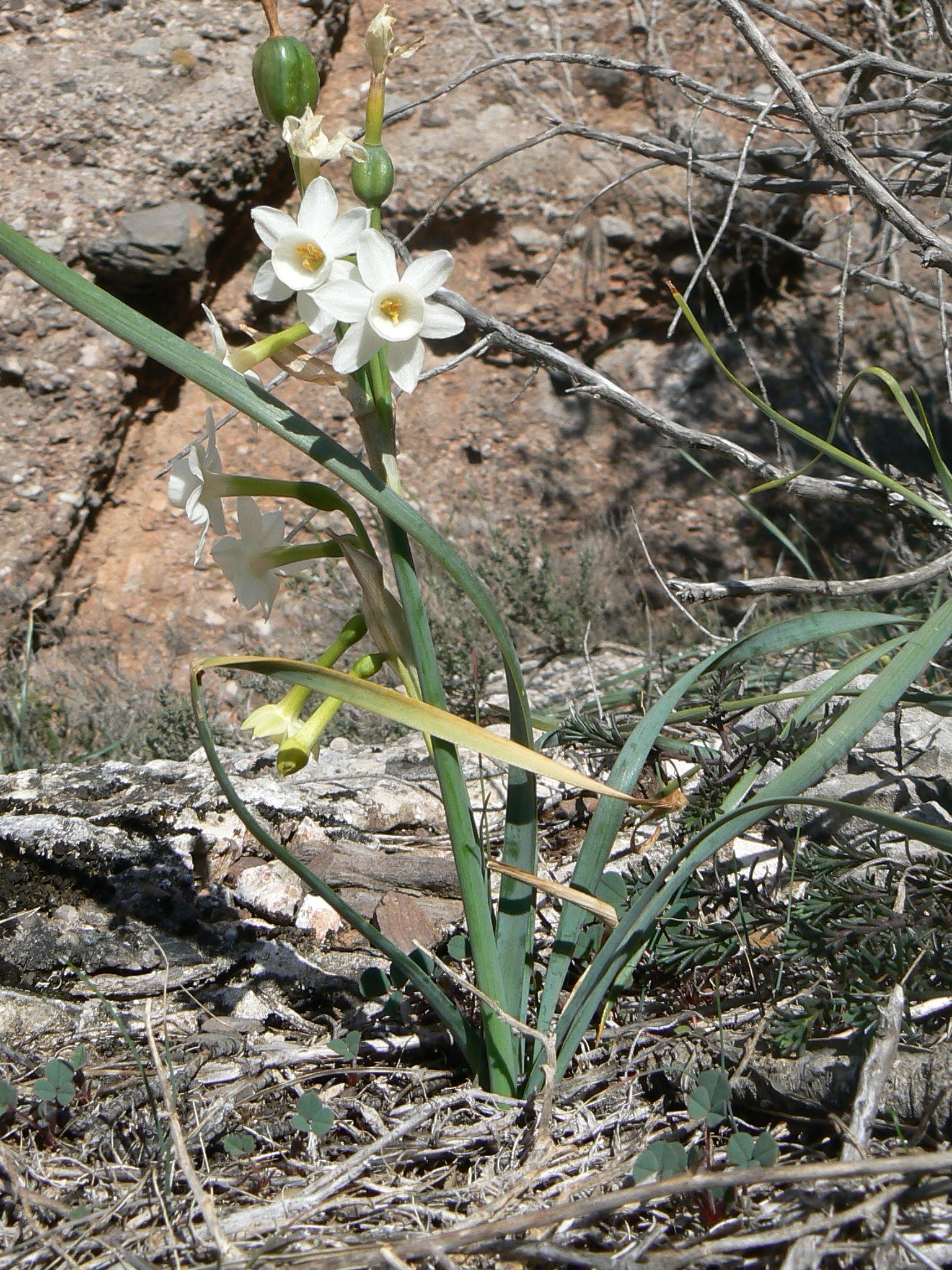
Planta amb flors i fruits a uns 900m d'altura al vessant sud de La Mola (Sant Llorenç del Munt)

Planta perenne calcícola de 10 a 30 cm que creix sobre prats secs, codines i allà on el sòl és escàs. Presenta un bulb ovat i fulles radicals gairebé planes, d'un verd glauc (blanquinós) i de 3 a 6 mm d'ample, lineals, amb nervis longitudinals i terminades en una punta poc aguda. La floració apareix normalment de març a abril. Les flors, en umbel·la una mica penjada, són completament blanques i fan entre 1,5 i 2 cm, es presenten en un nombre de 2 a 6, sobre pedicels angulosos que surten d'una espata d'una sola peça. El tub de la flor és cilíndric, verdós a la base, es divideix en sis tèpals ovals iguals entre ells, oberts horitzontalment són d'un color blanc brillant. La corona té forma de tassa, d'una mida aproximada a la d'un terç d'un tèpal, lleugerament més estreta a la part de l'obertura i suaument denticulada. Els estams neixen al tub i els més llargs arriben a la base de la corona. L'estil acostuma a ser més curt que els estams. La pol·linització es fa per mitjà dels insectes (entomògama). El fruit és una càpsula i la dispersió de les llavors es fa per gravetat (baròcora).

## Taxonomia
Narcissus dubius va ser descrita pel botànic i ictiòleg francès, Antoine Gouan i publicat a Illustrationes et Observationes Botanicae 22, a l'any 1773.
Citologia
el nombre de cromosomes de Narcissus dubius (Fam. Amaryllidaceae) i tàxons infraespecífics: n=25 2n=50
Etimologia
Narcissus nom genèric que fa referència del jove narcisista de la mitologia grega Νάρκισσος (Narkissos) fill del déu riu Cefís i de la nimfa Liríope; que es distingia per la seva bellesa..
El nom deriva de la paraula grega: ναρκὰο, narkào (= narcòtic) i es refereix a l'olor penetrant i embriagant de les flors d'algunes espècies (alguns sostenen que la paraula deriva de la paraula persa نرگس i que es pronuncia Nargis, que indica que aquesta planta és embriagadora).
dubius: epítet llatí que significa "dubtós, difícil". que Antoine Gouan va donar a aquesta espècie es refereix a la dificultat de diferenciar-la de les espècies veïnes, en especial de les varietats de flors blanques com Narcissus tazetta.
Sinonímia
- Helena pumila Haw.
- Hermione dubia (Gouan) Haw.
- Hermione micrantha Jord. i Fourr.
- Narcissus assoanus var. pallens (Freyn ex-Willk.) Fern.Casas
- Narcissus dubius var. micranthus (Jord. & Fourr.) Asch. i Graebn.
- Narcissus glaucifolius Pourr.
- Narcissus humilis Heynh.
- Narcissus linnaeanus subsp. dubius (Gouan) Rouy
- Narcissus micranthus (Jord. & Fourr.) Rouy
- Narcissus pallens Freyn ex-Willk.
- Narcissus pallidus Poir.
- Narcissus pumilus Delile
- Narcissus requienii var. pallens (Freyn ex-Willk.) A.Fern.
- Narcissus tazetta subsp. dubius (Gouan) K.Richt.
- Narcissus tazetta subsp. micranthus (Jord. & Fourr.) K.Richt.
- Queltia pallida (Poir.) Salisb.[7]